# (87269) 2000 OO67
(87269) 2000 OO67, est un objet transneptunien. Découvert en 2000, il possède une très forte excentricité : si à son périhélie de 21 ua, il croise l'orbite de Neptune, son aphélie se situe à 1 068 ua du Soleil, dans les profondeurs du nuage de Hills.
Son excentricité et son aphélie dépassent ceux de (90377) Sedna. On ne sait pas comment 2000 OO67 est entré dans une zone si proche des géantes gazeuses alors que, lors de son aphélie, il est trop loin pour être affecté par l'influence de Neptune.

## Comparaison d'orbites

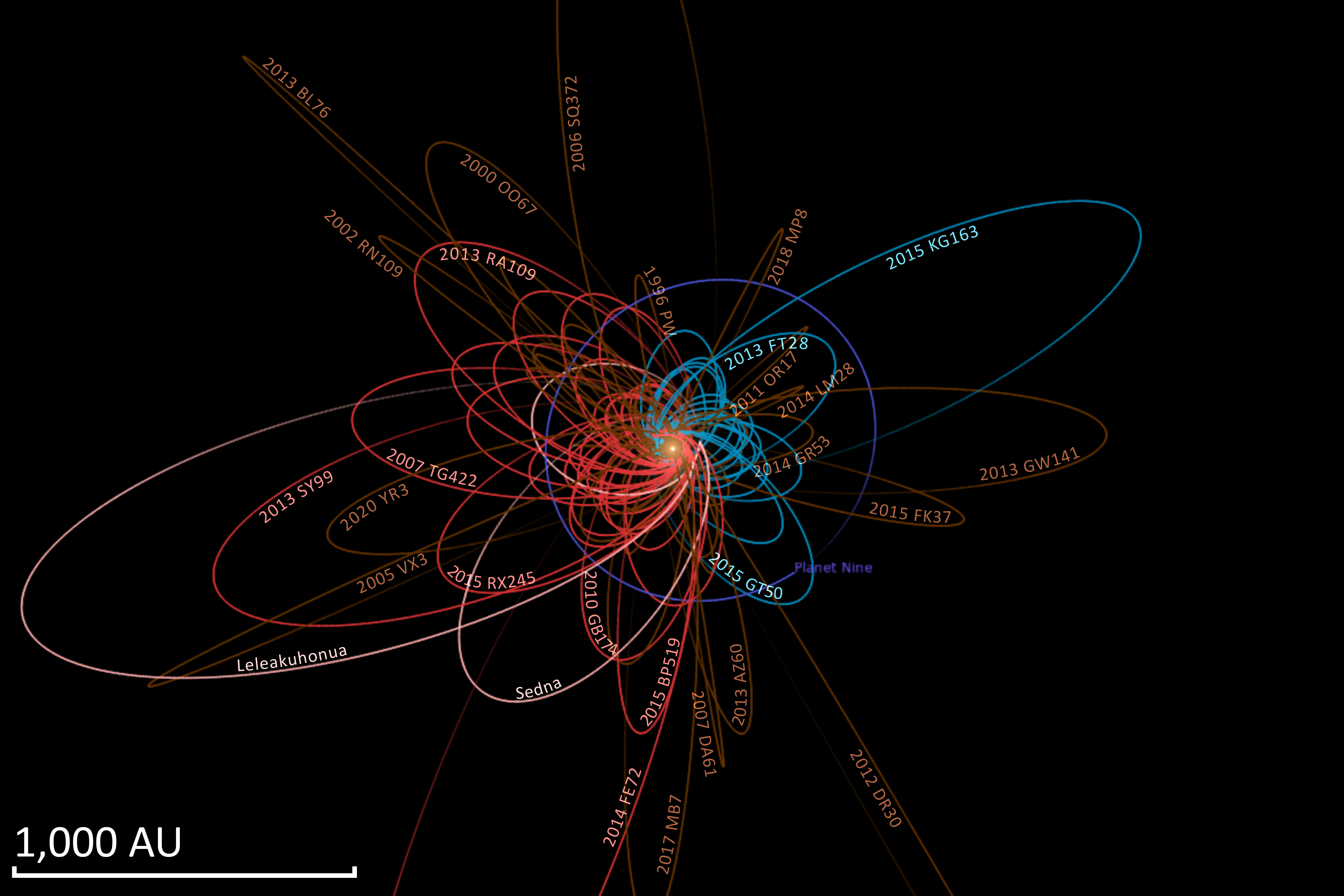
Orbite de comparée à celles d'autres objets très distants,
,
,
(474640) Alicanto,
,
,
,,
,
,,,
,
,,
,,,,,,,
,,,
,,,,,,
,
,
,
(541132) Leleākūhonua,
Sedna
et l'hypothétique "planète neuf".